# Home guard (papa)
Home guard es una variedad de papa que se cultiva principalmente en Irlanda. De forma oval. Es una variedad precoz con rendimientos moderados a bajos, típicamente cosechada y disponible en tiendas a mediados de mayo. La carne es blanca o de color crema, pero muestra una tendencia a la decoloración cuando se cocina. Es susceptible a varias enfermedades, como el tizón, el nemátodo del quiste de la papa y la costra en polvo.
Se originó alrededor del 1942.